# 吉齐·乔鲍
吉齐·乔鲍（匈牙利語：Giczy Csaba，1945年8月5日—），匈牙利男子皮划艇运动员。他曾代表匈牙利参加1968年和1976年夏季奥林匹克运动会皮划艇比赛，共获得一枚银牌和一枚铜牌。